# Giro della Provincia di Reggio Calabria 1983
Il Giro della Provincia di Reggio Calabria 1983, quarantaquattresima edizione della corsa, si svolse il 27 marzo 1983 su un percorso di 204 km, con arrivo a Reggio Calabria. La vittoria fu appannaggio dell'italiano Pierino Gavazzi, che completò il percorso in 5h46'11", alla media di 35,357 km/h, precedendo i connazionali Giuseppe Petito e Francesco Moser.

## Ordine d'arrivo (Top 10)
| Pos. | Corridore           | Squadra                     | Tempo    |
| ---- | ------------------- | --------------------------- | -------- |
| 1    | Pierino Gavazzi     | Atala-Campagnolo            | 5h46'11" |
| 2    | Giuseppe Petito     | Alfa Lum-Olmo               | s.t.     |
| 3    | Francesco Moser     | Gis-Gelati                  | s.t.     |
| 4    | Moreno Argentin     | Sammontana                  | s.t.     |
| 5    | Alfredo Chinetti    | Inoxpran                    | s.t.     |
| 6    | Wladimiro Panizza   | Atala-Campagnolo            | s.t.     |
| 7    | Marino Lejarreta    | Alfa Lum-Olmo               | s.t.     |
| 8    | Leonardo Bevilacqua | Malvor-Bottecchia           | s.t.     |
| 9    | Silvestro Milani    | Malvor-Bottecchia           | a 0'20"  |
| 10   | René Koppert        | Beckers Snacks-Bicky Burger | a 0'40"  |